# Christian Gabriel
Christian Gabriel (ur. 3 marca 1975 w Reșița) – niemiecki szachista pochodzenia rumuńskiego, arcymistrz od 1996 roku.

## Kariera szachowa
W turniejach szachowych uczestniczy od 7. roku życia. W 1987 r. zdobył mistrzostwo Rumunii juniorów do 14 lat. W tym samym roku jego rodzina przeprowadziła się do Niemiec. Wkrótce awansował do grona najlepszych niemieckich juniorów, siedmiokrotnie (w latach 1989–1995) reprezentując ten kraj na mistrzostwach świata juniorów w różnych kategoriach wiekowych. W 1989 r. zdobył w Aguadilli brązowy medal MŚ do 14 lat, ustępując tylko późniejszym mistrzom świata, Weselinowi Topałowowi oraz Władimirowi Kramnikowi. Był również dwukrotnym medalistę mistrzostw Europy do 16 lat, srebrnym w 1988 (w Saltsjöbaden, mistrzostwa Europejskiej Unii Szachowej, federacji oficjalnie nie uznawanej wówczas przez Międzynarodową Federację Szachową) oraz brązowym w 1991 roku (w Mamai).
Pod koniec lat 90. należał do ścisłej krajowej czołówki. W 1998 r. w zdobył Bremie brązowy medal indywidualnych mistrzostw Niemiec. Reprezentował Niemcy w turniejach drużynowych, m.in.:  na olimpiadzie szachowej (w roku 1998) oraz dwukrotnie na drużynowych mistrzostwach Europy (w latach 1997, 1999), zdobywając dwa medale: wspólnie z drużyną – brązowy (1999) oraz indywidualnie – brązowy (1997 – na IV szachownicy).
Do jego sukcesów w turniejach międzynarodowych należą m.in.:
- I m. w Budapeszcie (1996, turniej Elekes),
- dz. I m. w Bad Homburg (1996, wspólnie z Borysem Altermanem),
- dz. I m. w Makarskiej (1996, wspólnie z Goranem Dizdarem),
- dz. II m. w Bad Wörishofen (1997, za Wiktorem Kuprejczykiem, wspólnie m.in. z Rustemem Dautowem, Weresławem Eingornem, Anthony Milesem, Klausem Bischoffem, Olegiem Romaniszynem i Konstantinem Lernerem),
- dz. II m. w Fürth (1998, za Arturem Koganem, wspólnie z Jörgiem Hicklem, Aleksandrem Oniszczukiem i Siergiejem Kaliniczewem).

W 2000 r. wystąpił rozegranym w Puli turnieju strefowym (eliminacji mistrzostw świata), a następnie zakończył profesjonalną karierę, w następnych latach występując jedynie w rozgrywkach drużynowych w Niemczech i Szwajcarii.
Najwyższy ranking w karierze osiągnął 1 stycznia 1999 r., z wynikiem 2581 punktów zajmował wówczas 7. miejsce wśród niemieckich szachistów.

## Inne osiągnięcia
Christian Gabriel ukończył prawnicze studia na Uniwersytecie w Konstancji. Pracuje w Norymberdze, jako specjalista ds. finansowych. Poza grą w szachy klasyczne, sukcesy osiągał również w tzw. szachach Janusa (rozgrywanych na szachownicy 80-polowej). W odmianie tej zdobył tytuł wicemistrza Europy. Jest również posiadaczem czarnego pasa w taekwondo.